# Смолін Микола Васильович
Смолін Микола Васильович — головний геолог партії Кіровської експедиції Міністерства геології Української РСР, місто Київ. Відкрив Ватутінське уранове родовище у Кіровоградській області. В його честь нині названо селище Смоліне в Новоукраїнському районі Кіровоградської області.

## Життєпис
Народився 19 грудня 1928 року в селі Верхня Кадниківського повіту Вологодської губернії, нині Кононського району Архангельської області. 1945 року закінчив середню школу в селищі Коноша.
1950 року закінчив Дніпропетровський гірничий інститут (нині — національний технічний університет «Дніпровська політехніка») та отримав розподіл у Красноярськ, де почав працювати геологом Головного управління «Єнісейбуд» Міністерства внутрішніх справ СРСР (з 1953 року — Міністерства металургійної промисловості СРСР). Займався розвідкою уранових родовищ Півдні Красноярського краю.
З 1955 по 1964 роки — старший, а потім головний геолог Степової експедиції Першого Головного геолого-розвідувального управління (ПГГРУ) Міністерства геології та охорони надр СРСР (місце базування — місто Акмолінськ, з 1961 — Целиноград, нині — Нур-Султан). Відкрив та взяв участь у детальній розвідці Джиделінського уранового родовища в Карагандинській області Казахської РСР (нині — Жезказганській області Казахстану). За успіхи, досягнуті у розвитку геологорозвідувальних робіт, відкритті та розвідці родовищ корисних копалин, у 1963 році нагороджений орденом «Знак Пошани».
1964 року перейшов працювати до Кіровської експедиції ПДГРУ Державного геологічного комітету СРСР (з 1965 року — Міністерства геології Української РСР), що базувалася у столиці Української РСР (нині — України) місті Києві. Працював старшим геологом геолого-розвідувальної партії № 47, завданням якої були пошуки промислових родовищ урану в західній частині майбутнього Центрально-Українського ураново-рудного району.
1966 року призначений головним геологом партії № 47. Після тривалих, майже безрезультатних пошуків на землях колгоспу імені Ватутіна Маловисківського району Кіровоградської області (нині України) багато фахівців вважали цю місцевість безперспективною, і почалася передислокація геологів до інших регіонів. Однак М. В. Смолін наполягав на продовженні пошуків саме тут і практично в останній момент сам вказав місце буріння свердловини та кілька змін керував роботами на буровій. Нарешті, наприкінці 1967 року на околицях села Березівка було відкрито уранове родовище, назване згодом Ватутінським.
Не чекаючи закінчення геологорозвідувальних робіт, Ю. П. Славский, міністр середнього машинобудування СРСР ухвалив рішення про початок будівництва копальні Східного гірничо-збагачувального комбінату. Тим часом розпочалася детальна розвідка родовища, і обсяги робіт у партії зросли у кілька разів: було пройдено шахту з великою мережею підземних гірничих виробок та виконано необхідні обсяги поверхневого та підземного буріння.
1970 року Міністерство геології СРСР зажадало значного прискорення розвідувальних робіт, для чого до Березівки почали прибувати фахівці з різних регіонів країни. Почалося широкомасштабне промислове та житлове будівництво. До 1971 року чисельність партії становила 1100 людина. За успіхи у розвитку геологорозвідувальних робіт та розвідці родовищ корисних копалин Микола Васильович був нагороджений у 1971 році орденом Леніна.
28 квітня 1972 року було організовано рудоуправління № 3 Східного гірничо-збагачувального комбінату Міністерства середнього машинобудування СРСР, а 7 червня цього року було створено колектив шахти № 1 у кількості 46 осіб із числа працівників партії № 47, які у розвідувальній шахті. На плечі М. В. Смоліна лягла основна вага робіт, пов'язаних не тільки з розвідкою, а й підготовкою матеріалів до підрахунку запасів для захисту в Державній комісії з запасів корисних копалин (ДКЗ). Захист запасів Ватутінського родовища на виїзній сесії ДКЗ у травні 1973 року, безпосередньо на родовищі, пройшов блискуче. Його проектну потужність було визначено у 800 тисяч тонн руди на рік, а запаси затверджено на рівні 19,2 мільйона тонн руди. Вартість одного кілограма урану на Ватутинському родовищі коштувала країні 63 копійки, а сума капітальних вкладень у будівництво Смолінської шахти склала 150 мільйонів рублів. У тому року родовище було введено у промислову експлуатацію.
Указом Президії Верховної Ради СРСР від 2 січня 1974 року за виявлену трудову доблесть та досягнення визначних успіхів у виконанні соціалістичних зобов'язань, прийнятих на 1973 рік, Смоліну Миколі Васильовичу надано звання Героя Соціалістичної Праці з врученням ордена Леніна та золотої медалі «Серп і Молот».
Через п'ять днів після надання високого звання, 7 січня 1974 року, раптово помер на своєму робочому місці. Похований у Києві на Звіринецькому цвинтарі.
На честь Героя назву Смоліне отримало селище в Маловисківському (нині Новоукраїнському) районі Кіровоградської області України. Шахта № 1 Східного гірничо-збагачувального комбінату, що розробляє Ватутинське родовище, 1997 року отримала назву Смолінської.